# Винс Нил
Винсент Нил Уортон (англ. Vincent Neil Wharton; род. 8 февраля 1961, Голливуд, США) — американский музыкант, в первую очередь известный как вокалист американской глэм-метал-группы Mötley Crüe (в 1981—1992 гг. и с 1997 - 2015 годы, с 2018-го).

## Юные годы
Винс Нил родился 8 февраля 1961 года в Голливуде. Его родители Оди и Ширли Уортон. На протяжении 1960-х годов, его семья переезжала в пределах Южной Калифорнии, из Инглвуда в Уоттс, перед окончательным переездом в Глендору. В школе у Нила были проблемы из-за драк и употребления наркотиков, что в конечном счёте привело к его исключению. В подростковом возрасте Нил увлекался музыкой, а также сёрфингом, баскетболом, бейсболом, футболом и реслингом.

## Музыкальная карьера

### Присоединение к Mötley Crüe
Нил был вокалистом пауэр-поп-группы Rock Candy. На одном концерте Rock Candy в Голливуде, Винса заметил Мик Марс и посоветовал Mötley Crüe пригласить его. Сначала Винс отказался, но после повторного предложения присоединиться, полученного от старого школьного приятеля Томми Ли, согласился. Mötley Crüe в то время искали вокалиста и были впечатлены Нилом, после его прослушивания, устроенного Томми Ли. В 1981 году Mötley Crüe выпустили свой дебютный альбом «Too Fast for Love». В 1983 году Mötley Crüe выпустили очень успешный альбом «Shout at the Devil», с которым они заявили о себе как о крупной фигуре на рок-сцене того времени.
В 1985 году, Mötley Crüe выпустили альбом «Theatre of Pain». В 1987 году, группа выпустила ещё один успешный альбом «Girls, Girls, Girls». Ещё через 2 года, в сентябре 1989 года вышел самый продаваемый альбом Mötley Crüe «Dr. Feelgood». Альбом вышел после прохождения группой курса лечения от наркотической зависимости. Это было вызвано передозировкой героина басистом Никки Сиксом в декабре 1987 года. Сикс был в состоянии клинической смерти, но двумя уколами адреналина в сердце его вернули к жизни. Этот случай вдохновил его на написание песни «Kickstart My Heart». Но, менеджер группы всё же отменил предстоящее европейское турне и настоял на том, чтобы все участники группы прошли курса лечения от наркотической зависимости с предостережением: «Если вы ребята отправитесь в Европу, кто-нибудь из вас вернётся в мешке для трупов»

### Порно-запись
В 1993 году, во время отдыха на Гавайях Винс Нил записал плёнку, на которой он занимался сексом с порноактрисой Джанин Линдмалдер и моделью Брэнди Ледфорд. Компания Internet Entertainment Group, которая распространила видео с домашним порно Томми Ли и Памелы Андерсон, собиралась выпустить это видео. Однако Ледфорд не дала разрешение на упоминание её в этом видео, так как её кинокарьера была только в самом рассвете. Всё же это видео было выпущено, но под названием «Janine and Vince Neil Hardcore Uncensored». Имя Брэнди Ледфорд не было упомянуто, а её лицо было замазано.

### Трудные времена
В конце 1984 года, финская глэм-панк-группа Hanoi Rocks находилась в своём первом американском туре. 8 декабря, участники Hanoi Rocks, за исключением вокалиста, и участники Mötley Crüe проводили день в доме Винса Нила, находившемся на Редондо Бич. После того как у Нила кончился алкоголь, он и барабанщик Hanoi Rocks Николас «Раззл» Дингли отправились на машине Винса в винный магазин. Нил потерял контроль над автомобилем и врезался в другую машину. Двое пассажиров другой машины получили тяжёлые травмы, а Дингли скончался. Винса осудили за управление автомобилем в нетрезвом состоянии и непредумышленное убийство. Его уровень алькогольного опьянения был равен .1.7, в то время, как допустимый уровень в Калифорнии составлял .0.8.
В июле 1986 года Главный Судья Округа Лос-Анджелес Эвард Хинц, мл. приговорил Винса к 30 дням тюремного заключения, 200 часам общественных работ, пяти годам испытательного срока и выплате 2,6 миллиона долларов жертвам аварии, в качестве компенсации.
Нил был выпущен из тюрьмы через 19 дней за хорошее поведение. Следующий альбом Mötley Crüe «Theatre of Pain», выпущенный в 1985 году, был посвящён памяти Дингли
90-е годы стали самыми сложными для певца. Скандал с Mötley Crüe привел к тому, что Винс покинул группу. А все потому, что из-за проблем на то время ещё с женой Винса - Шариз музыкант не мог появляться на репетициях. В течение четырёх лет, которые Винс провел отдельно от Mötley Crüe, ни он не поддерживал никакого контакта с группой, ни они с ним. Ему нашли замену-музыканта Джона Кораби.
На время ухода Нила из группы выпадает самая страшная из катастроф в жизни музыканта. Его дочь, Скайлар, в возрасте 4-х лет попадает в больницу с раковой опухолью в области живота. Врачи сначала думали, что у ребенка разорвался аппендикс. Но, прооперировав её, они были в ужасе - опухоль была очень больших размеров. Прошла операция по удалению этой опухоли, но лучше девочке не становилось. Этот недуг начал в буквальном смысле слова пожирать другие органы: почки, легкие, печень, некоторые мышцы спины. В течение 5-и месяцев врачи боролись за жизнь маленькой Скайлар. За это время девочка перенесла операции по удалению правой почки, зараженных мышц спины и части печени. Как признался сам Нил, он слишком поздно понял, как сильно он любит свою дочь (напомню, что это не первый ребенок музыканта - в 16 лет у него родился сын). Винс всячески, как только мог, пытался развеселить Скайлар. "Любую её мимику: чихнула ли она, зевнула или улыбнулась - мы с Шариз воспринимали как самый дорогой подарок", сообщал позже музыкант. Однажды, накануне Пасхи, Винс заказал у компании "Warnet Brothers" людей, чтобы они, одевшись в костюмы мультгероев, которых так любила Скайлар, пришли в палату к ней и детям, лежавшим так же там и поздравили их с праздником. Сам же Нил оделся в костюм пасхального кролика и раздавал всем им цветные яйца. О жизни маленькой девочки так же беспокоилась новая подруга Винса, Хайди, которая сутками находилась в больнице вместе с ним и его женой Шариз, бракоразводный процесс с которой ещё не был закончен. И вот, однажды, пережив множество операций, Скайлар разрешили забрать домой, при условии, что её будут привозить только на химиотерапию. Но радость была не долгой. Девочке становилось хуже. Она все меньше спала и все больше плакала. Винс отвез опять её в больницу. Но врачи больше не дали надежду, которую давали все те 5 месяцев: они предупредили, что настало время звать родственников прощаться с девочкой. Вскоре она перестала дышать и её подключили к аппарату искусственного дыхания. В это время она перенесла свою последнюю операцию по удалению раковых тканей с единственной оставшейся почки. А ещё через три дня девочка скончалась. Винс не успел попрощаться с дочерью. И после её смерти ушёл в запой.
27 июня 2010 года в Лас-Вегасе, штат Невада, Винс Нил был арестован за управление автомобилем в состоянии алкогольного опьянения. 49-летний Винс был доставлен в тюрьму предварительного заключения округа Кларк, где ему было предъявлено обвинение в управлении автомобилем под воздействием алкоголя. 18 января 2011 года по данному делу был вынесен приговор — двухнедельное заключение с последующим домашним арестом на тот же срок. Срок заключения был назначен меньший, чем было возможно, так как музыкант признал себя виновным и пошёл на сделку с правосудием.
В сентябре 2010 года в полицию Лас-Вегаса с обвинением в адрес Винса Нила обратилась женщина. Она утверждала, что Нил набросился на неё, когда они вместе ехали в лифте отеля Hilton в Лас-Вегасе вечером 5 сентября.

## Семья
Всего у Винса Нила было трое детей: сын (03.10.78, мать неизвестна), Элизабет Эшли Нил (11.09.83, от брака с Элизабет У. Линн) и Скайлар Линни Нил (26.03.91-15.08.95 (умерла от рака желудка), родилась в браке с Шериз Радделл).

## Прочие факты
В 2016 году Нил снялся в роли самого себя в телефильме «Акулий торнадо 4: Пробуждение».

## Дискография

### Альбомы
- Exposed, 1993, US #13
- Carved in Stone, 1995, US #139
- Live at the Whisky: One Night Only, 2003
- Tattoos & Tequila, 2010[9]

### Синглы
- «You’re Invited (But Your Friend Can’t Come)», 1992
- «Sister of Pain», 1993
- «Can’t Change Me», 1993
- «Can’t Have Your Cake and Eat It Too», 1993
- «Skylar’s Song», 1995
- «Promise Me», 2005
- «Tattoos and Tequila», 2010 [10]